# Клипер (космический корабль)
«Кли́пер» — многоцелевой пилотируемый многоразовый космический корабль, проектировавшийся в РКК «Энергия» с 2000 года на смену кораблям серии «Союз». Руководителем проекта был Николай Брюханов.
В 2006 году по результатам конкурса проект был отправлен Роскосмосом формально на доработку, а затем остановлен в связи с прекращением конкурса. В начале 2009 года РКК «Энергия» победила в конкурсе на разработку более универсального корабля, известного сегодня как «Орёл».

## История создания
Работы по проектированию пилотируемых кораблей в РКК «Энергия» всегда относились к приоритетным. В 1980-е годы на смену кораблям серии «Союз» разрабатывался, но не был утвержден проект многоразового бескрылого корабля «Заря». Даже в 90-е годы шла модификация кораблей «Союз ТМ», имелся задел по дальнейшей модернизации («Союз ТММ», «Союз ТМС»).

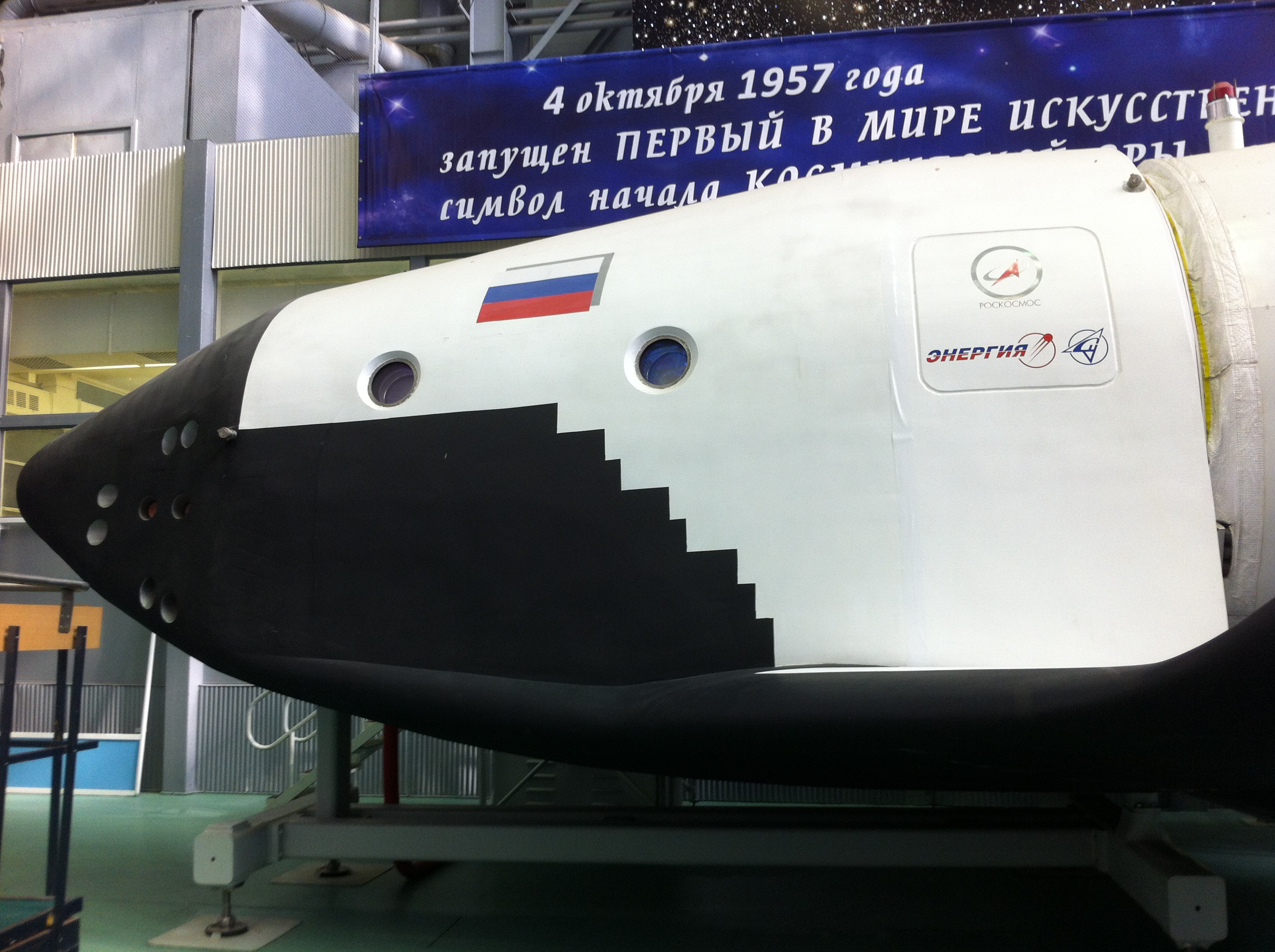
Полномасштабный макет «Клипера» в музее РКК Энергия

Во второй половине 1990-х ведущим аэродинамиком РКК «Энергия» Решетиным Андреем Георгиевичем был предложен новый корабль по схеме «несущий корпус» — промежуточный вариант между крылатым Шаттлом и баллистической капсулой «Союза». В рамках НИОКРа была рассчитана аэродинамика корабля, а его модель испытана в аэродинамической трубе. В 2000—2002 годах шла дальнейшая проработка корабля, но тяжёлая ситуация в отрасли не оставляла надежд на реализацию. Наконец, в 2003 году Решетин сумел переломить ситуацию — проект получил путёвку в жизнь.
В 2004 году началось продвижение «Клипера». В связи с недостаточностью бюджетного финансирования основной упор делался на сотрудничество с другими космическими агентствами. В том же году интерес к «Клиперу» проявило ЕКА, но потребовало коренной переработки концепции под свои нужды — корабль должен был садиться на аэродромы как самолёт. Менее чем через год в сотрудничестве с ОКБ «Сухого» и ЦАГИ была разработана крылатая версия «Клипера». К тому же времени в РКК был создан полномасштабный макет корабля, начались работы по компоновке оборудования. «Клипер» планировалось ввести в эксплуатацию в 2015 году.
Имеется информация, что 1 июня 2006 года все работы над пилотируемым космическим кораблем «Клипер» были полностью прекращены, однако в 2007 году «РКК Энергия» был разработан бизнес-план «Многоразовая транспортная космическая система "Клипер"» для привлечения государственных и коммерческих средств. Предполагалось, что флот из 4-х КК «Клипер» будет эксплуатироваться с 2016 по 2035 год и совершит 280 полётов, участниками которых станут более 1 000 человек. Для осуществления проекта требовалось 55 млрд рублей в период с 2017 по 2018 год. Инвестиции предполагалось окупить через 5 лет после начала эксплуатации.
В конце 2007 года выявились основные трудности, препятствующие созданию космического корабля:
- Высокая стоимость наземной инфраструктуры, необходимой для спасения экипажа на любом витке полёта. В первую очередь речь о зарубежных аэродромах, посадка на которые требовала оплаты местной инфраструктуры и была возможна только в ручном режиме.
- Невозможность использования «Клипера» для полётов к Луне. При возвращении на Землю со второй космической скоростью кромки крыла нагревались бы выше допустимых значений, что создавало бы риск для космонавтов (создать необходимый материал удалось лишь в 2020 году в проекте, не связанном с «Клипером»[11]).

Решить проблему нагрева можно было бы, использовав баллистическую схему с многократным прохождением корабля через верхние слои атмосферы, но в таком случае экипаж подвергался бы опасности со стороны радиационных поясов. Поэтому в 2008 году был предложен альтернативный вариант - трансформируемая схема возвращаемого аппарата, которая сочетала бы в себе преимущества несущего корпуса (когда консоли крыла в сложенном положении) и крылатой формы (консоли крыла раскрыты). Подобная схема применялась в экспериментальных аппаратах серии «Бор».
Разработка трансформируемой схемы возвращаемого аппарата открыла возможности для полётов к Луне, но из-за сложности конструкторского исполнения и сложности спасения экипажа в случае отказа механизма открытия консолей разработка схемы была признана нецелесообразной. Таким образом, предпочтение было отдано схеме несущего корпуса, что фактически означало начало создания нового космического корабля.

## Основные отличия от «Союзов»
- «Многоразовость». «Клипер» имеет возвращаемую капсулу, которую можно будет использовать неоднократно;
- «Клипер» может выводить на орбиту 6 человек[12] и до 700 кг полезного груза («Союз» — только 3 человека и 200 кг груза);
- Больший внутренний объём повышает комфортность и позволяет увеличить время автономного полёта
- «Клипер» сможет возвращать от 500 до 700 кг полезного груза и совершать 25 полётов[13] («Союз-ТМА» — 100 кг);
- Универсальность: корабль может быть использован для доставки экипажа и груза на орбитальную станцию, экстренной эвакуации экипажа станции, для вывода на орбиту «космических туристов», при межпланетных полётах и т. д.;
- «Клипер» способен совершать более сложные манёвры на орбите. Предполагается, что он будет более безопасен и комфортен.[источник не указан 381 день]

## Устройство корабля

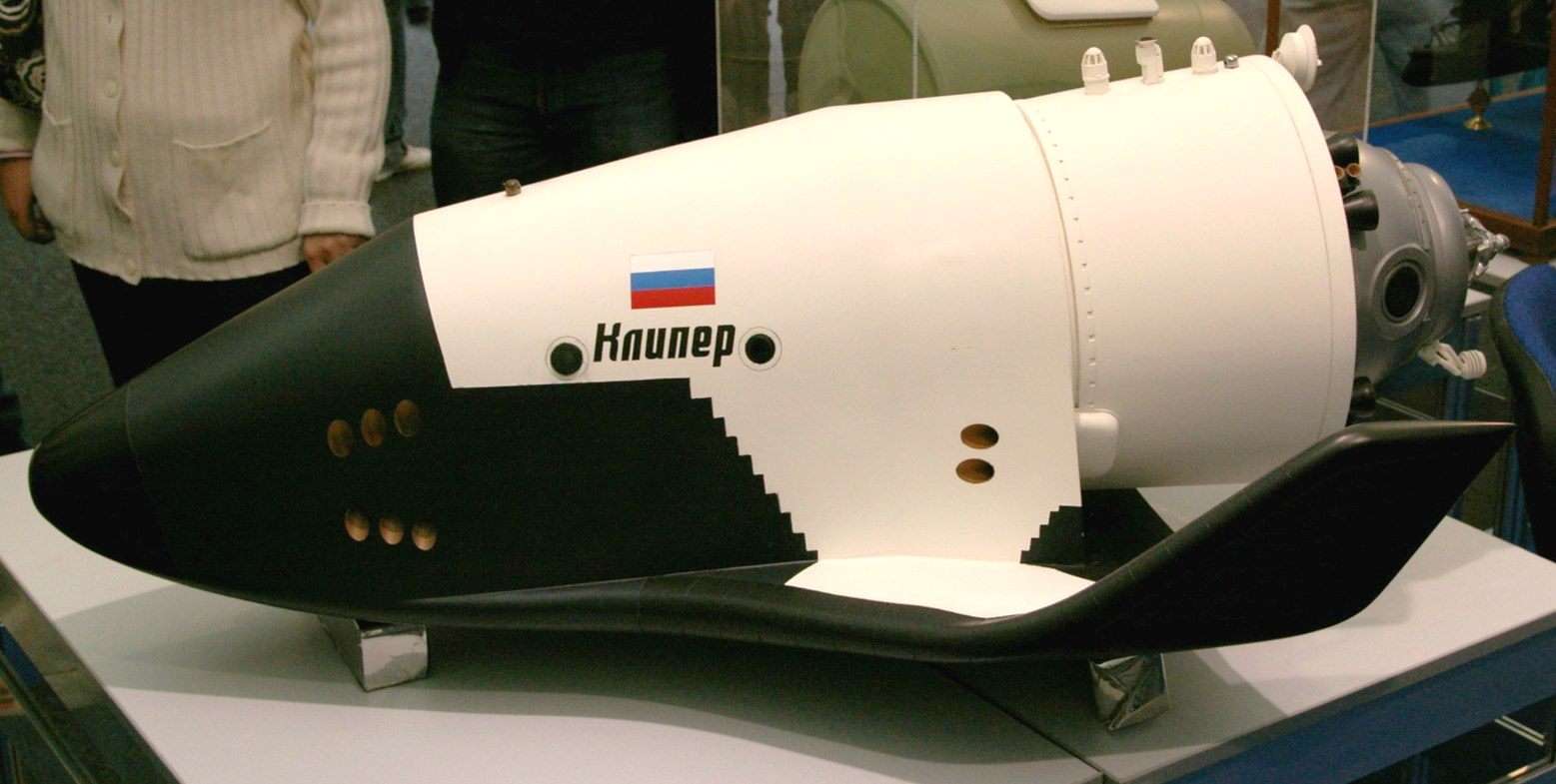

Конструктивно «Клипер» состоит из возвращаемого аппарата (ВА) и орбитального отсека. Главная особенность — это возвращаемый аппарат типа «несущий корпус» с утюгообразной формой. Существенно более высокое аэродинамическое качество (0,6—1,8 на гиперзвуке против 0,25—0,3 у «фары» «Союза») позволяет осуществлять планирующий спуск в верхних слоях атмосферы, что снижает тепловые нагрузки и позволяет использовать многоразовую теплозащиту. Конструкция также позволяет возвращаемому аппарату совершать боковые манёвры в пределах 500—600 км, в то время как «фа́рам» при спуске с орбиты удаётся скорректировать не более 70—80 км. В отличие от «Союза», ВА аэродинамически неустойчив, поэтому для удержания нужной ориентации при спуске у аппарата предусмотрены аэродинамические щитки. Крылатый ВА в целом сохранил фюзеляж бескрылого, но, несмотря на это, обладает высоким аэродинамическим качеством на дозвуке (до 4—5), что позволяет производить посадку на аэродромы как обычному самолёту.
Орбитальный отсек спроектирован на базе орбитального отсека «Союза». С него же планировалось взять системы сближения и стыковки. Двигатели орбитального маневрирования предполагалось сделать на паре этанол/жидкий кислород. Запас характеристической скорости около 420 м/с.
Снизу к орбитальному отсеку пристыкован модуль с твердотопливными двигателями системы аварийного спасения (САС). Они же используются для довыведения на орбиту.

## Технические характеристики бескрылого корабля
| Стартовая масса                             | 13-14,5 тонн                     |
| Количество членов экипажа+пассажиры         | 2+4 при старте / 2+5 при посадке |
| Объём кабины возвращаемого аппарата         | 20 м³                            |
| Масса возвращаемого аппарата                | 7,1—9,8 т                        |
| Масса груза доставляемого                   | 700 кг                           |
| Масса груза возвращаемого                   | 500 кг                           |
| Масса груза, удаляемого в бытовом отсеке    | 200 кг                           |
| Время автономного полёта (с экипажем 6 чел) | 5 суток                          |
| Время полёта в составе орбитальной станции  | 1 год                            |
| Перегрузка при спуске                       | 2,5g                             |
| Точность посадки                            | (3—15) км                        |

## Использование корабля
«Клипер» разрабатывается как один из элементов транспортной системы обслуживания орбитальных комплексов (станций), в его задачи входит:
1. выполнение функции корабля-спасателя для эвакуации экипажа станции на Землю при возникновении экстремальной ситуации (при нахождении корабля в составе станции);
2. возвращение на Землю и доставка на орбитальную станцию экипажа и полезного груза;
3. выведение со станции оборудования, отработавшего свой ресурс, продуктов жизнедеятельности и т.д.;
4. возврат на Землю результатов исследований и экспериментов;
5. выполнение отдельных полетных операций в процессе дежурства в составе станции в рамках располагаемых ресурсов корабля;

Задачи, решаемые кораблем «Клипер», это доставка экипажей и грузов на орбитальные станции (в частности МКС) и их возвращение на Землю. Так же существование корабля решает задачу срочной эвакуации экипажа орбитальной станции, вопрос исследовательских и туристических орбитальных полётов. Длительность автономного полёта «Клипера» — 5 суток (при выполнении целевых задач длительность автономного полёта без стыковки со станцией составляет до 15 суток), в пристыкованном состоянии его ресурса хватит на целый год.
Заместитель руководителя научно-технического центра по проектно-расчётным работам РКК «Энергия» Борис Сотников заявил, что запуск «Клиперов» возможен с обоих российских космодромов, где имеются стартовые комплексы «Союз»: Байконур и Плесецк. В случае успешного развития проекта «Союз на Куру» — также и со строящегося стартового комплекса, на космодроме Куру во Французской Гвиане.

## Ракета-носитель
В проекте РКК «Энергия» для вывода корабля «Клипер» на низкую околоземную орбиту предполагалось использовать новую российскую ракету-носитель «Онега», разрабатываемую на основе глубокой модернизации РН среднего класса «Союз».
Однако в связи с тем, что одновременная разработка космического корабля и РН могла потребовать больших финансовых и временных затрат, экс-гендиректор РКК «Энергия» Юрий Семёнов обратился к украинским коллегам с предложением использовать вместо проектируемой ракеты-носителя «Онега» находящуюся в совместной эксплуатации на космодроме Байконур украинскую ракету-носитель «Зенит-2». По его же словам, стоимость создания лётного образца «Клипера» около 10 млрд рублей (в ценах 2004 года).

## Финансирование и заказчики проекта
Разработка «Клипера» не относилась к числу приоритетных направлений деятельности РКК «Энергия». По словам заместителя генерального конструктора РКК «Энергия» Валерия Рюмина на всемирном форуме ЭКСПО-2005, проходившем в Японии, в 2005 году финансирование проекта «Клипер» на средства из бюджета не было запланировано. И в дальнейшем НИОКР финансировались из собственных средств корпорации, в частности в 2007 году на наземной испытательной базе планировалась провести отработку ряда заложенных в проект технических решений.
Конкурс на новый российский космический корабль был объявлен Федеральным космическим агентством (Роскосмосом) 23 ноября 2005 года. Проекты были представлены предприятиями ОАО «РКК „Энергия“ им. С. П. Королева» (проект «Клипер»), ГКНПЦ им. М. В. Хруничева и ОАО «НПО „Молния“». После месячного обсуждения конкурсная комиссия объявила, что ни один из представленных вариантов не удовлетворяет условиям тендера, все они (включая наиболее проработанный «Клипер») были отправлены на доработку, а окончательное решение перенесено на июнь. n:Интернет-брифинг А. Н. Перминова
Вначале большую заинтересованность в проекте «Клипер» проявляла Европа. Предполагалось, что ЕКА займется разработкой авионики и ряда других систем корабля и будет вкладывать в проект по £100 млн ежегодно, в течение 10 лет. В декабре 2005 года на совете министров ЕКА обсуждалось выделение 60 миллионов евро на проведение предварительных исследований по проекту «Клипер». Однако проект не получил поддержки, и решение о формах сотрудничества и масштабах финансирования было отложено до лета 2006 года. После отказа ЕКА от совместных работ по «Клиперу», Роскосмос принял предложение об участии в разработке европейской перспективной пилотируемой космической транспортной системы ACTS на базе европейского грузового автоматического корабля ATV и российских технологий. В то же время спустя 2 недели российский конкурс на перспективный многоразовый корабль был официально прекращён по причине технико-экономической нереализуемости.
Согласно разработанной в РКК «Энергия» и принятой 14 июля 2006 года правительством РФ концепции развития российской пилотируемой космонавтики на 2006—2030 гг предусматривается поэтапное создание промышленной транспортной космической системы, освоение околоземного пространства, Луны и полёты на Марс. В части транспортной системы первоочередной задачей ставится модернизация КК «Союз» и создание межорбитального буксира «Паром». Затем (после 2015 г) в качестве Перспективной Пилотируемой Транспортной Системы (ППТС) предполагается создать национальный (отличный от участия в проекте ЕКА) более универсальный нежели «Клипер» корабль, способный совершать полёты как на околоземную орбиту, так и к Луне. Был проведён второй конкурс на новый российский корабль, победителем которого 6 апреля 2009 года была объявлена РКК «Энергия», которая должна к 2018 году создать бескрылый частично-многоразовый пилотируемый транспортный корабль нового поколения (ПТКНП, «Русь») при широком использовании систем, проектировавшихся для «Клипера», он получил имя «Орёл».